# Michael Stewart (drammaturgo)
Michael Stewart, nome alla nascita Michael Stuart Rubin, (New York, 1º agosto 1924 – New York, 20 settembre 1987), è stato un commediografo e librettista statunitense, autore dei testi di molti musical di successo.

## Biografia
Nato Myron Stuart Rubin a Manhattan, Stewart frequentò il Queens College e si diplomò alla Yale School of Drama con un Master of Fine Arts nel 1953.
Il suo primo lavoro fu scrivere scenette per le riviste teatrali The Shoestring Revue (1955), The Littlest Revue (1956), The Littlest Revue (1956) e Shoestring '57 (1956, Barbizon-Plaza, New York). Poi si unì agli scrittori dello staff del programma televisivo di Sid Caesar, Caesar's Hour.
Incontrò Charles Strouse e Lee Adams nel 1954 e diversi anni dopo collaborò con loro e Gower Champion nel musical di Broadway del 1960 Bye Bye Birdie. Lavorò di nuovo con Champion e Jerry Herman, con il loro musical Hello, Dolly! che andò in anteprima a Broadway nel 1964.
Stewart morì il 20 settembre 1987 a New York City. Jule Styne disse di lui: "Era un uomo di teatro estremamente talentuoso e competente, era uno dei grandi scrittori di teatro musicale e la sua serie di successi lo dimostrava". La sorella di Stewart era la scrittrice Francine Pascal e il fratello Burt Rubin.

## Lavori teatrali
- Bye Bye Birdie (1960) — musical — bookwriter — Tony Award for Best Musical
- Carnival! (1961) — musical — bookwriter — Tony Nomination for Best Musical, Tony Nomination for Best Author of a Musical
- Hello, Dolly! (1964) — musical — bookwriter — Tony Award for Best Musical, Tony Award for Best Author of a Musical
- Those That Play the Clowns (1966) — play — playwright
- George M! (1968) — musical — co-bookwriter with sister Francine Pascal and her husband John Pascal
- Mack and Mabel (1974) — musical — bookwriter — Tony Nomination for Best Book of a Musical
- I Love My Wife (1977) — musical — lyricist and bookwriter — Tony Nomination for Best Original Score, Tony Nomination for Best Book of a Musical
- The Grand Tour (1979) — musical — co-bookwriter
- Barnum (1980) — musical — lyricist — Tony Nomination for Best Original Score
- 42nd Street (1980) — musical — co-bookwriter — Tony Co-Nomination for Best Book of a Musical
- Bring Back Birdie (1981) — musical — bookwriter
- Pieces of Eight (1985) — music — co-bookwriter, Citadel Theatre in Edmonton, Canada and closed out of town.
- Harrigan 'n Hart (1985) — musical — bookwriter — Tony Nomination for Best Book of a Musical[8]